# Брукк-Вазен
Брукк-Вазен (нем. Bruck-Waasen) — община (нем. Gemeinde) в Австрии, в федеральной земле Верхняя Австрия. 
Входит в состав округа Грискирхен.  Население составляет 2315 человек (на 31 декабря 2005 года). Занимает площадь 29 км². Официальный код  —  40803.

## Политическая ситуация
Бургомистр общины — Петер Заттльбергер (АНП) по результатам выборов 2003 года.
Совет представителей коммуны (нем. Gemeinderat) состоит из 25 мест.
- АНП занимает 17 мест.
- СДПА занимает 7 мест.
- АПС занимает 1 место.